# Bitwa o Tysiąc Wysp
Bitwa o Tysiąc Wysp – starcie zbrojne, które miało miejsce w górnym biegu Rzeki Świętego Wawrzyńca wzdłuż amerykańsko-kanadyjskiej granicy, pomiędzy siłami brytyjskimi a francuskimi w końcowej fazie wojna o kolonie amerykańskie, będącej częścią wojny siedmioletniej.
Bitwa miała miejsce w okolicach Fort Lévis (około mili w górę rzeki góry od współczesnego międzynarodowego mostu Ogdensburg-Prescott), Point au Baril (obecnie Maitland w prowincji Ontario), i na otaczających je wodach oraz wyspach. Mały garnizon francuski w Fort Lévis trzymał w szachu przez tydzień mającą ogromną przewagę armię brytyjską, zatapiając dwa brytyjskie okręty wojenne i uszkadzając trzeci. Obrona ta uniemożliwiała brytyjski atak na Montreal od zachodu.

## Wstęp
Do sierpnia 1760 powstały umocnienia na wyspie Île Royale na Rzece Świętego Wawrzyńca zwane Fort Lévis. Jego dowódcą został pułkownik Pierre Pouchot, który dostał się do niewoli w Forcie Niagara, jednak opuścił ją w ramach wymiany jeńców. Generał de Lévis pierwotnie projektował fort o kamiennych wałach, wyposażony w 200 dział i obsadzony przez 2 500 żołnierzy. Jednakże Pouchot otrzymał mały fort otoczony drewnianą palisadą z 200-osobową załogą, wyposażony w 5 dział. Pod jego rozkazami były także korwety l'Outaouaise i l'Iroquoise, obsadzone przez 200 marynarzy. l'Iroquoise, pod rozkazem komodora René Hypolite Pépin dit La Force była uzbrojona w dziesięć dział 12-funtowych i małe działka okrętowe. l'Outaouaise dowodzona przez kapitana Pierre Boucher de Labroquerie niosła dziesięć dział 12-funtowych, jedno 18-funtowe i działka okrętowe.
Po opanowaniu Quebecu, brytyjski głównodowodzący generał Jeffery Amherst przygotował trójkierunkowe uderzenie na Montreal. Jedna kolumna szła wzdłuż Rzeki Świętego Wawrzyńca od strony Quebecu, druga od rzeki Richelieu przez jezioro Champlain, zaś trzecia z Oswego przez jezioro Ontario. Ta ostatnia, którą prowadził osobiście Amherst liczyła ok. 10 000 ludzi i 100 dział oblężniczych.
Wkrótce po przybyciu na Ile Royale, Pouchot rozkazał opuścić sąsiedni Fort la Présentation oraz stocznię i umocnienia koło Pointe au Baril w celu skoncentrowania wszystkich sił w nadającym się bardziej do obrony Fort Lévis. La Force wpadł wtedy wraz ze swym okrętem na mieliznę koło Pointe au Baril. Chociaż l'Iroquoise został z niej ściągnięty, był zbyt uszkodzony aby móc wejść do akcji. Wkrótce ponownie wpadł na mieliznę – tuż koło Fort Lévis. Siły Amhersta ruszyły z Oswego 10 sierpnia. Kapitan Joshua Loring dowodził brytyjskimi okrętami Onondaga i Mohawk, posyłanymi przez Amhersta przodem jako ubezpieczenie marszu. Onondaga niosła cztery działa 9-funtowe, czternaście 6-funtówek i załogę w sile 100 marynarzy i 25 żołnierzy. Mohawk porucznika Davida Phippsa, niósł szesnaście 6-funtówek i załogę złożoną z 90 marynarzy i 30 żołnierzy.

## Bitwa
7 sierpnia, Onondaga i Mohawk zostały dostrzeżone przez francuską czujkę na Ile aux Chevreuils, w górę od Fort Lévis. Francuzi wycofali się w łodzi wiosłowej ścigani przez okręty brytyjskie, które pogubiły się w gęstwinie wysp i straciły kilka dni na poszukiwaniu bezpiecznej drogi do głównego koryta.
Siły Amhersta osiągnęły Pointe au Baril 16 sierpnia. Obawiając się, iż pozostawienie na tyłach francuskiego okrętu mogłoby zagrozić brytyjskim transportom, Amherst rozkazał pułkownikowi George’owi Williamsonowi zdobycie l'Outaouaise następnego dnia. O świcie 17 sierpnia, Williamson ruszył na czele 6 łodzi (jedna uzbrojona była w haubicę, inna w działo 12-funtowe). Brytyjczycy uderzyli od dzioba i rufy l'Outaouaise, gdzie byli chronieni przed ogniem burtowym Francuzów. Następnie ostrzelali Francuzów uszkadzając ich okręt, który zdryfował w kierunku do brytyjskiej baterii ustawionej przy Pointe au Baril. W ciągu 3 godzin walki l'Outaouaise zdołał oddać około 72 strzałów, uszkadzając dwie brytyjskie łodzie. Ostatecznie jednak Labroquerie został zmuszony do poddania okrętu Williamsonowi. Labroquerie został ranny w walce, także 15 jego ludzi zostało zabitych lub rannych.
Zdobyty l'Outaouaise został naprawiony, przemianowany na Williamson i wrócił do walki przeciwko swym poprzednim użytkownikom pod dowództwem kapitana Patricka Sinclaira. 19 sierpnia Amherst rozpoczął atak na Fort Lévis. La Force i jego załoga wspierali załogę fortu ogniem z uwięzionego na mieliźnie l'Iroquoise. Williamson został trafiony 48 razy przez 5 francuskich dział z fortu, w momencie gdy włączył się do akcji wspomagając brytyjskie baterie umieszczone na okolicznych wyspach. Mohawk i Onondaga osiągnęły miejsce walki wieczorem, gdy Amherst nakazał wstrzymanie ognia na noc. Atak został wznowiony o świcie 20 sierpnia. Williamson, Mohawk i Onondaga uderzyły na fort łącznie 50 działami. W trakcie ataku francuskie działa zatopiły Williamsona i Onondagę. Mohawk osiadł na mieliźnie, gdzie ogień francuski wyłączył go z walki. Bitwę toczyły nadal brytyjskie baterie z sąsiednich wysp. Oblężenie kontynuowano do 24 sierpnia, kiedy to Pouchotowi wyczerpała się amunicja do dział i zmuszony został do poddania fortu.